# 丁起栄
丁 起栄（チョン・ギヨン、朝鮮語: 정기영、英語: Chung Ki-young、1959年11月23日 - ）は、大韓民国（以下、単に韓国）の元男子プロボクサー。慶尚北道出身。元IBF世界フェザー級王者。

## 人物
現役時代は韓国スーパーバンタム級王座、韓国フェザー級王座を獲得後、第19代東洋太平洋ボクシング連盟 (OPBF)認定のOPBF東洋太平洋フェザー級王座を獲得、これを3度防衛ののち返上、その後世界タイトル挑戦を行い、国際ボクシング連盟 (IBF)のIBF世界フェザー級王座を獲得、2度防衛ののち3度目の防衛に失敗、この試合を最後に引退した。

## 来歴
1979年6月3日、丁はプロデビューを果たし4回判定勝ちを収めた。
1980年2月24日、金正哦と対戦。3ヶ月前の対戦では丁が勝利していたが、初黒星となる6回判定負けを喫した。
1980年6月14日、愛知県名古屋市の愛知県体育館で小林直樹と対戦し、6回判定負けを喫した。丁はキャリアで唯一海外試合を行ったのはこの試合だけだった。
1981年6月23日、小林直樹と1年ぶりに対戦し8回KO勝ちを収めた。
1981年8月16日、韓国スーパーバンタム級王座決定戦として、後のIBF世界スーパーバンタム級王者徐聖仁と対戦し、10回判定負けを喫した。
1982年5月7日、安相栗と韓国スーパーバンタム級王座決定戦を行い、10回判定勝ちを収め王座獲得に成功した。
1982年7月18日、陳駿榮と対戦し、10回判定負けを喫し初防衛に失敗し、王座から陥落した。
1983年8月13日、彩雲澤と韓国フェザー級王座決定戦を行い、10回判定勝ちを収め韓国2階級制覇を達成した。
1983年11月19日、金智英と対戦し、5回負傷判定勝ちを収め初防衛に成功した。
1984年2月25日、炕襪娃と対戦し、4回KO勝ちを収め2度目の防衛に成功した。
1984年6月6日、韓国の蔚山でOPBF東洋太平洋フェザー級王座決定戦をスル・インティングと行い、7回KO勝ちを収め王座獲得に成功した。
1984年8月15日、ロナルド・スマリスと対戦し、12回判定勝ちを収め初防衛に成功した。
1985年1月6日、ルル・ヴィラベルデと対戦し、5回KO勝ちを収め2度目の防衛に成功した。
1985年5月28日、アルベルト・ルラニタと対戦し、10回1分24秒TKO勝ちを収め3度目の防衛に成功した。
1985年11月29日、IBF世界フェザー級王者呉民根と対戦し、最終15回2分15秒TKO勝ちを収め王座獲得に成功した。なお試合は最終回まで僅かな点差で競っていた（136-134、134-131、134-132）。
1986年2月16日、WBCアメリカ大陸スーパーフェザー級王者タイロン・ジャクソンと対戦し、6回TKO勝ちを収め初防衛に成功した。
1986年5月18日、リチャード・サベージと対戦し、15回3-0（144-142、148-142、147-138）の判定勝ちを収め2度目の防衛に成功した。
1986年8月30日、アントニオ・リベラと対戦し、キャリア初のKO負けとなる10回1分36秒TKO負けを喫し、3度目の防衛に失敗し王座から陥落した。この試合を最後に現役を引退した。